# Piona niebieskogłowa
Piona niebieskogłowa (Pionus menstruus) – gatunek średniej wielkości ptaka z rodziny papugowatych (Psittacidae). Występuje w Ameryce Środkowej i północnej części Ameryki Południowej. Nie jest zagrożony wyginięciem. Dość często spotykany w hodowlach.

## Taksonomia
Po raz pierwszy gatunek opisał systematycznie Karol Linneusz w 12. edycji Systema Naturae w 1766. Holotyp pochodził z Surinamu. Autor nadał gatunkowi nazwę Psittacus menstruus. Obecnie (2020) Międzynarodowy Komitet Ornitologiczny umieszcza pionę niebieskogłową w rodzaju Pionus. Wyróżnia 3 podgatunki. Systematyka jest sporna, niektórzy autorzy uznają pionę niebieskawą (P. (m.) reichenowi) za odrębny gatunek; występują widoczne różnice w upierzeniu.

## Podgatunki i zasięg występowania
IOC wyróżnia następujące podgatunki:
- P. m. rubrigularis Cabanis, 1881 – wschodnia Kostaryka po północną i zachodnią Kolumbię, północno-zachodnią Wenezuelę i zachodni Ekwador; odnotowany również w Nikaragui[7]
- P. m. menstruus (Linnaeus, 1766) – piona niebieskogłowa[3] – wschodnia Kolumbia, wschodni Ekwador, wschodnie Peru i centralna Boliwia na wschód po wschodnią i południową Wenezuelę, Trynidad i Gujanę, dalej przez Amazonię po zachodnio-centralną i północno-wschodnią Brazylię (północny stan Mato Grosso do Sul, Maranhão)[7]
- P. m. reichenowi Heine, 1884 – piona niebieskawa[3] – wschodnia Brazylia od Alagoas po Espírito Santo i Rio de Janeiro, jednak w tym ostatnim stanie prawdopodobnie wymarł[8]

## Morfologia
Długość ciała wynosi 24–28 cm, masa ciała 209–295 g. Długość skrzydła wynosi 171–194 mm, długość ogona 65–78 mm, długość dzioba 22–27 mm, długość skoku 18–22 mm. Opis dotyczy ptaków podgatunku nominatywnego. Czoło, ciemię, kantarek, policzki, boki i tył szyi mają kobaltowoniebieską barwę. Pokrywy uszne czarniawe. Wierzch ciała trawiastozielony, na barkówkach widać oliwkowobrązowy nalot. Pokrywy skrzydłowe większe i mniejsze mają zmienną barwę; waha się od miedzianej, żółtooliwkowej po zieloną. Lotki zielone. Pióra na brodzie i gardle mają czerwone nasady i kobaltową pozostałą część. Górna część piersi kobaltowa. Niższa część piersi wraz z brzuchem zielone. Pokrywy podogonowe czerwone. Z wierzchu środkowe sterówki zielone, zewnętrzne niebieskie. Od spodu nasady są czerwone, a pozostała część zielona. Dziób czarniawy z różowoczerwonymi plamami u nasady. Woskówka ciemnoszara. Naga obrączka wokół oka jasnoszara. Tęczówka ciemnobrązowa. Nogi jasnoszare.

## Ekologia i zachowanie

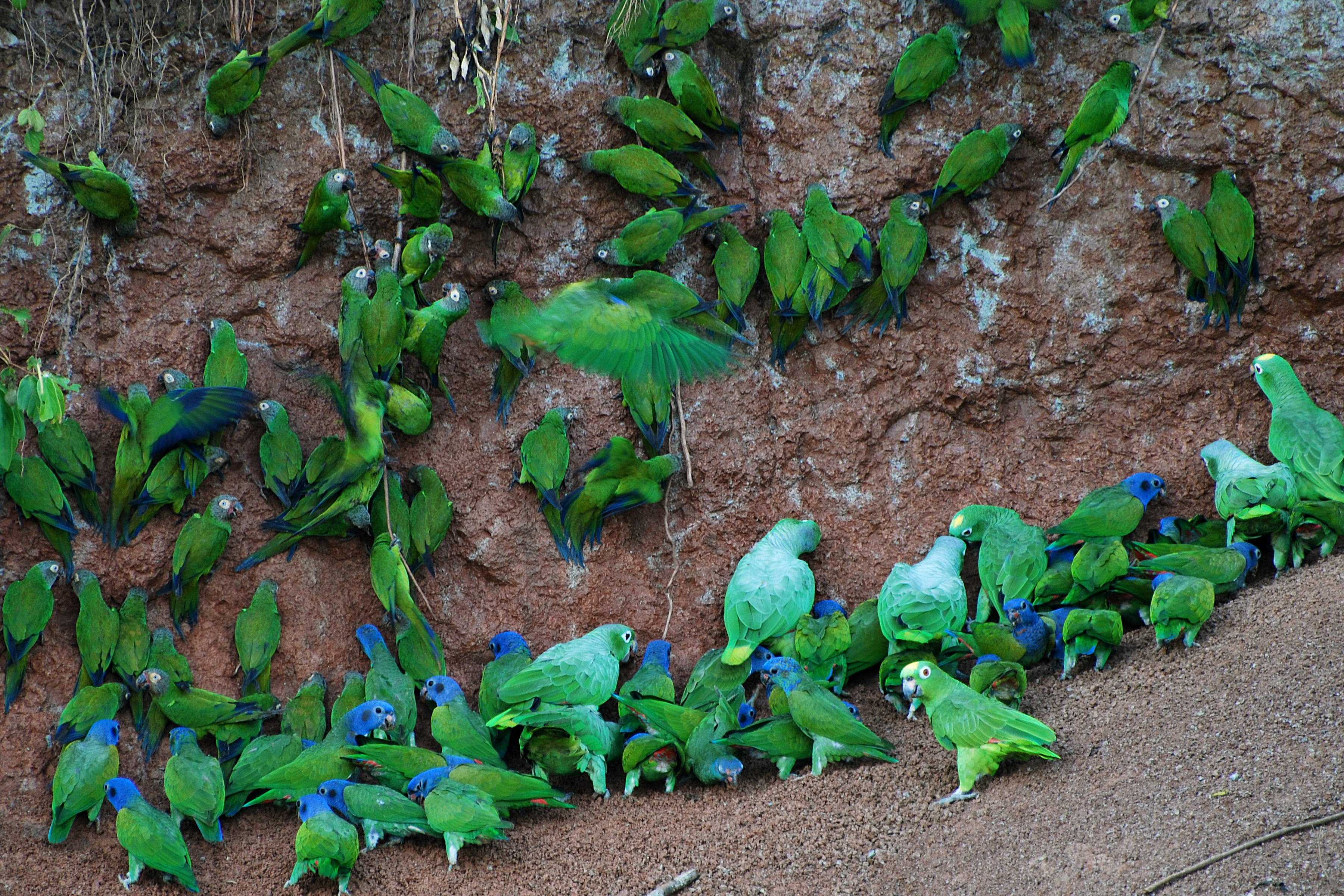
Papugi u złoża gliny. Na zdjęciu widoczne są piony niebieskogłowe, konury łuskogłowe (Aratinga weddellii), amazonki skromne (Amazona farinosa) i żółtogłowe (A. ochrocephala)

Środowiskiem życia pion niebieskogłowych są głównie nizinne lasy tropikalne, lasy z drzewami zrzucającymi liście i sawanna. Lokalnie odnotowywane również w rejonach subtropikalnych, w obszarach rolniczych (w tym na plantacjach), przecinkach, roślinności wtórnej. W Brazylii występują także, przynajmniej sezonowo, w bardzo suchej sawannie kolczastej (caatinga). W Panamie odnotowywane do 1200 m n.p.m., w Wenezueli na północ od Orinoko do 1000 m n.p.m., w Kolumbii do 1500 m n.p.m. Poza sezonem lęgowym są to ptaki towarzyskie. Żywią się nasionami (odnotowano m.in. nasiona drzew z rodzajów: albicja, nanercz, Caraipa, Dialium, kauczukowiec, kluzja, Inga, Micropholis, łoskotnica, teczyna), owocami (Goupia glabra, Pseudolmedia; również nasiona), kwiatami koralodrzewów. Zwykle żerują w koronach drzew, ale obserwowano je również podczas żerowania w uprawach kukurydzy, gdzie czynią znaczne szkody. Odwiedzają złoża gliny celem uzupełnienia minerałów.

### Lęgi
Aktywność lęgową odnotowywano w Panamie od lutego do kwietnia, w Kolumbii od lutego do marca, w lutym w Wenezueli, w marcu i październiku na Trynidadzie, od lutego do maja w Ekwadorze. Gniazda znajdują się w dziuplach, także już używanych wcześniej. Zniesienie liczy od 2 do 4 jaj. W niewoli inkubacja trwa około 26 dni, młode są w pełni opierzone po blisko 10 tygodniach życia.

## Status i ochrona
IUCN uznaje pionę niebieskogłową za gatunek najmniejszej troski (LC, Least Concern). BirdLife International uznaje trend populacji za spadkowy ze względu na utratę środowiska życia. Piona niebieskawa (P. m. reichenowi), od 2014 uznawana przez IUCN za osobny gatunek, początkowo była zaliczana do kategorii najmniejszej troski, lecz od 2017 jest klasyfikowana jako gatunek narażony na wyginięcie (VU, Vulnerable); trend jej liczebności również jest spadkowy.
Gatunek wymieniony jest w II załączniku konwencji waszyngtońskiej (CITES).